# Хималайски горал
Хималайски горал (Naemorhedus goral) е едър чифтокопитен високопланински бозайник от подсемейство Кози. Това е един от хималайските бозайници живеещи при крайно сурови условия.

## Разпространение и подвидове
Видът е разпространен в Хималаите от северен Пакистан през северна Индия, Непал, южен Китай (Тибет), Бутан, спорния щат Аруначал Прадеш до Мианмар. Няма сигурни данни дали видът се среща в западен Мианмар и южно и западно от река Брахмапутра в Индия, където ареалът на горалите е продължен на изток от китайския горал.
Известни са два подвида:
- Naemorhedus goral goral – Среща се в Тибет, северната третина на Бутан, Непал, а в Индия в Аруначал Прадеш и Джаму и Кашмир.
- Naemorhedus goral bedfordi – Обитава район от северен Пакистан до Непал.

## Описание
Дължината на тялото на хималайските горали варира от 95 до 130 cm и тегло от 35 – 42 kg. Космената покривка на тялото е сива или сиво-кафява, по-тъмна при крайниците като надолу избледнява. В областта около гърлото и в междучелюстното пространство е светла, а по протежението на гърба до опашката преминава тъмна ивица. И при двата пола са характерни рога, които са извити назад и достигат дължина до 18 cm. Опашката е с характерни дълги косми. Сходствата със серау са, че липсва орбитална жлеза.

## Поведение
Хималайските горали са стадни животни. Стадото е представено от доминантен мъжки с майки и малките. Другите възрастни мъжки живеят в самота и само през размножителния сезон се придържат към стадото в конкуренция за чифтосване. Представителите на вида са дневни животни с връх на активност рано сутрин и късен следобед. След паша през ранните сутрешни часове, животните прекарват деня си почивка и преживяне в пещери или прикрити по скалите. Хималайските горали са изключително гъвкави и мога да се придвижват с лекота през тежките скалисти терени на Хималаите. Сезонно извършват височинни миграции в търсене на храна.

## Хранене
Хималайските горали са тревопасни като консумират широка гама от растящи представители в районите, които обитават като билки, филизи, корени, клонки, лишеи, гъби, листа и треви.

## Размножаване
Хималайските горали са полигинни животни. Доминантният мъжки от стадото се чифтосва с всички женски по време на размножителния сезон. Доминантния мъжки се определя, чрез борби помежду им изразяващи се в блъскане един в друг на главите и рогата. Чифтосването е през ноември и декември и след шест месеца (170 - 218 дни) бременност малките се раждат през ранна пролет. Обикновено раждат по едно. Раждат отделени от стадото и за няколко дни малкото остава скрито. Няколко дни по-късно обаче то е способно да се движи успоредно с майка си в стадото. Отбиването настъпва на 4 - 5 месец, а полова зрялост настъпва на 2 или 3-годишна възраст. Продължителността на живота на свобода е около 15 години, а в плен - 17.

## Опазване
Видът има три естествени врага в природата – барса, риса и вълка. По-съществена роля обаче в редуциране на представителите на вида оказват подивелите кучета и човешката дейност.